# Lastaurus alticola
Lastaurus alticola är en tvåvingeart som beskrevs av Carrera och Machado-allison 1968. Lastaurus alticola ingår i släktet Lastaurus och familjen rovflugor. Inga underarter finns listade i Catalogue of Life.